# Que seas muy feliz
| Críticas profissionais | Críticas profissionais |
| Avaliações da crítica  | Avaliações da crítica  |
| Fonte                  | Avaliação              |
| ---------------------- | ---------------------- |
| Allmusic               | [ 1 ]                  |

Que seas muy feliz é o quarto álbum de estúdio do cantor mexicano Alejandro Fernández.

## Faixas
1. Que Bueno (Manuel Eduardo Castro) - 3:10
2. Que Sera De Mi (Marcela Galván) - 2:44
3. Llorando Penas (Manuel Monterrosas) - 3:09
4. Como Quien Pierde Una Estrella (Humberto Estrada) - 3:32
5. Ojo Por Ojo (Pepe Y. Jr.) - 2:26
6. Paso Del Norte (Felipe Valdés Leal) - 3:04
7. Uno Mas (Jesús Navarrete) - 2:22
8. Y Despues (Indalecio Ramírez) - 2:56
9. Me Recordaras Llorando (Pedro Villar) - 2:58
10. La Mitad Que Me Faltaba (Manuel Monterrosas) - 3:24
11. Que Seas Muy Feliz (Manuel Monterrosas) - 2:45
12. El Potrillo (Crescencio Hernández) - 3:29

## Tabelas musicais

### Álbum
| Ano  | Parada                            | Pico |
| ---- | --------------------------------- | ---- |
| 1995 | Billboard Top Latin Albums        | 28   |
| 1996 | Billboard Regional Mexican Albums | 12   |

### Canções
| Ano  | Parada                                   | Canção                         | Pico |
| ---- | ---------------------------------------- | ------------------------------ | ---- |
| 1995 | Billboard Hot Latin Songs                | Que Seas Muy Feliz             | 17   |
| 1995 | Billboard Hot Latin Songs                | Como Quien Pierde Una Estrella | 17   |
| 1995 | Billboard Latin Regional Mexican Airplay | Como Quien Pierde Una Estrella | 11   |
| 1996 | Billboard Hot Latin Songs                | Paso Del Norte                 | 29   |
| 1997 | Billboard Latin Pop Airplay              | Como Quien Pierde Una Estrella | 18   |
| 1997 | Billboard Hot Latin Songs                | Que Bueno                      | 33   |
| 1997 | Billboard Latin Pop Airplay              | Que Bueno                      | 19   |